# Lördagssällskapet
Lördagssällskapet var ett sällskap som grundades av elever och unga lärare vid Helsingfors universitet på våren 1830 och som sammanstrålade varje lördagskväll för diskussion hos någon av medlemmarna. Till en början berörde diskussionerna litterära ämnen men senare började de beröra skapandet av nationen Finland. 
Lördagssällskapets betydelse för de finskspråkigas bildning och kulturella utveckling var betydande. Under dess inflytande  bildades det finska litteratursällskapet och den första moderna privatskolan Helsingfors Lyceum år 1831.
I början fungerade Johan Jakob Nervander som ledarfigur, senare Johan Ludvig Runeberg. Efter Runebergs flytt till Borgå år 1837 upphörde sällskapets regelbundna funktion.
Sällskapets organ var Helsingfors Morgonblad.

## Lördagssällskapets medlemmar
- Matthias Alexander Castrén
- Fredrik Cygnaeus
- Axel Adolf Laurell
- G. F. Laurell
- Bengt Olof Lille
- Mårten Johan Lindfors
- Augusta Lundahl
- Johan Jakob Nervander
- Johan Jakob Nordström
- Gabriel Rein
- Johan Ludvig Runeberg
- Johan Vilhelm Snellman
- Zacharias Topelius
- Elias Lönnrot